# Mihai Constantinescu (regizor)
Mihai Constantinescu (n. 20 august 1932, orașul Băile Govora, județul Vâlcea) este un regizor și scenarist român.

## Filmografie

### Regizor
- Pe litoral mi-a rămas inima (1961)
- Opt minute de vis (1965)
- De-aș fi... Harap Alb (1965) - asistent regie
- Dincolo de barieră (1965) - regizor secund
- Cîntecele mării (1971) - regizor secund
- Despre o anume fericire (1973)
- Tată de duminică (1975)
- Singurătatea florilor (1976)
- Premiera (1976)
- Lumini și umbre (1981-1982) - 2 părți, film TV
- Eroii nu au vârstă (1984) - serial TV
- Un oaspete la cină (1986)
- Să-ți vorbesc despre mine (1988)

### Scenarist
- Opt minute de vis (1965)
- Să-ți vorbesc despre mine (1988)

### Actor
- Vultur 101 (1957)
- Steaua fără nume (1966)
- Dacii (1967)
- Rețeaua S (1980)
- Ana și „hoțul” (1981)
- Misiunea (1989) - serial tv